# Rogan josh

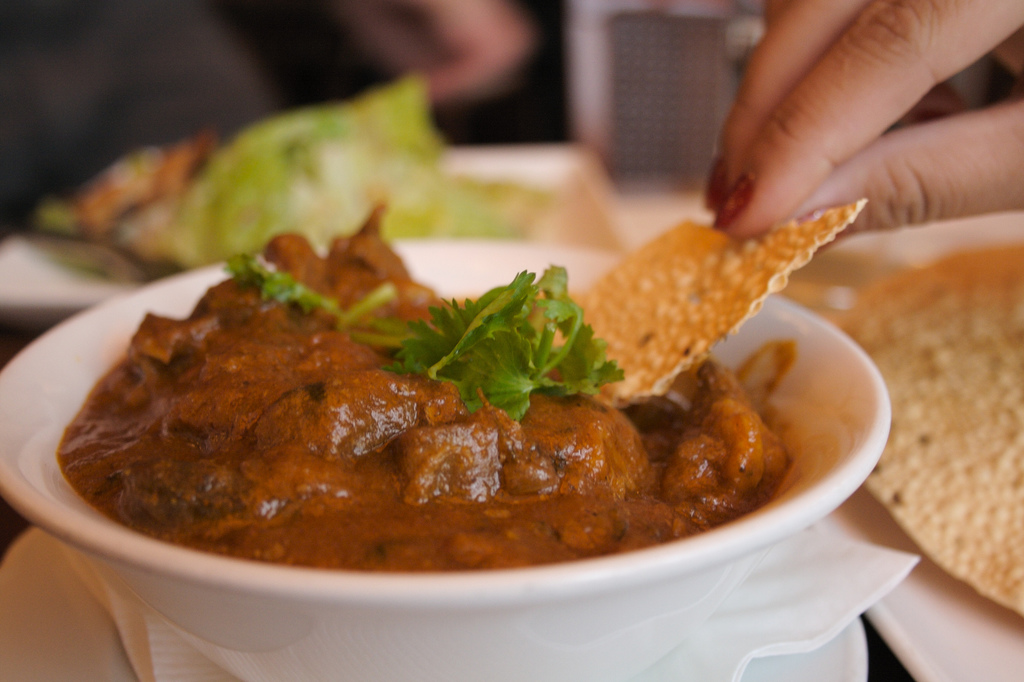
Rogan josh.

Le rogan josh est un plat épicé de mouton ou d'agneau originaire du Cachemire.

## Étymologie
Rogan (روغن) signifie « huile » en persan, alors que josh (جوش) signifie « chaleur », « chaud », « bouillant » ou « passionné ». Ce nom peut donc signifier « cuit dans une matière grasse et avec une chaleur intense ». Une autre interprétation du nom provient du fait que le mot rogan peut aussi signifier « couleur » et josh, « rouge », ce qui ferait référence à la couleur du plat, qui est une de ses caractéristiques.

## Histoire
Le rogan josh a été amené au Cachemire par les Moghols. La grande chaleur des plaines indiennes attirait fréquemment la noblesse moghole au Cachemire, ce qui y amena leur goût pour ce genre de plats.

## Ingrédients

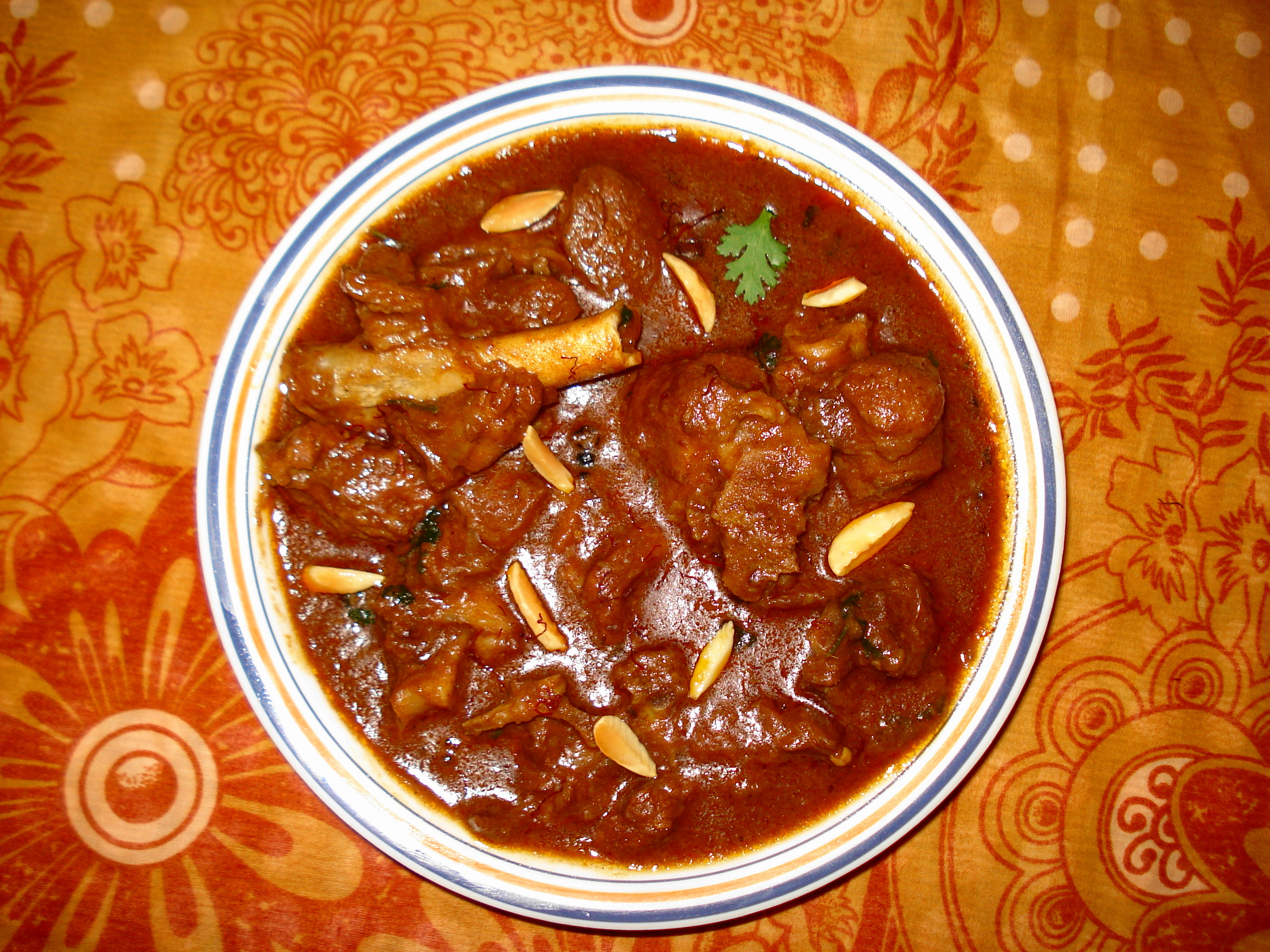
Rogan josh cuisiné à la mode pakistanaise.

De nombreuses variantes de ce plat existent. Les bases essentielles en sont constituées par la viande d'agneau ou de mouton et les épices, proches du curry. La base de la sauce est le plus souvent constituée de yoghurt, de tomate ou d'une combinaison des deux.